# Фудзівара но Тосінарі
Фудзівара но Тосінарі (*藤原 俊成, 1114  —22 грудня 1204) — середньовічний японський державний діяч, поет, письменник кінця періоду Хейан й початку періоду Камакура. Засновник поетичної школи Мікохідарі. Відомий також як Фудзівара но Сундзай.

## Життєпис
Походив з аристократичного роду Північних Фудзівара, гілки клану Фудзівара. Син Фудзівара но Тосітади, середнього державного радника. Народився 1114 року, отримавши ім'я Акіхіро. Здобув чудову літературну освіту, виявивши хист до віршування. 1123 року після смерті батька перейшов до клану Хімуро, ставши Акіхіро Хімуро. 1127 року отримав молодший п'ятий ранг і призначений камі (губернатором) провінції Мімасака. Близько 1135 року повернувся до клану Фудзівара. З 1138 року був учнем Фудзівара но Мототосі, на нього також вплинув Мінамото но Тосійорі.
Протягом тривалого часу обіймав посади губернаторів різних провінцій: 1132 року — Каґа, 1137 року — Тотомі. 1142 року вдруге призначається камі провінції Тотомі. 1145 року стає очільником провінції Мікава, а 1149 року — Танґо.
1150 року отримав старший п'ятий ранг, а 1151 року — молодший четвертий ранг. 1152 року призначено помічником очільника Лівої половини столиці (сак'я-гонтайфу). 1157 року Фудзівара но Тосінарі отримав старший четвертий ранг.
1161 року стає очільником Лівої половини столиці. 1166 року надано молодший третій ранг. 1167 року змінив ім'я на Сундзей. Того ж року отримав старший третій ранг. 1168 року стає ук'я-тайфу (очільником Правої половини столиці).
1176 року йде у відставку з усіх посад. 1177 року стає буддистським ченцем під ім'ям Сакіа. Але творчо працював до самої смерті у 1204 році.

## Творчість
Став засновником поетичної школи Мінкохадірі, яка основний нахил робила на знанні «Ґендзі моногатарі». Його творчий стиль виріс з китайської віршованої традиції часів династії Тан. Фудзівара но Тосінарі вважав, що вірші мають відображати романтизм, ліризм, з ностальгією і жалем, мати ефект чарівності, таємності та глибини. В доробку є численні вірші-вака, що увійшли до антологій «Сін кокін вака-сю», «Хякунін іс-сю».
Фудзівара но Тосінарі часто запрошувався як суддя поетичних змагань. При цьому виявляв неупередженість, разом з тим спокійно вислуховував невдоволення тих, кого оцінював, не вдаючись у тривалі суперечки. Найбільший турнір, який судив Тосінарі, відбувся 1192 року під назвою «Роппякубан», ініційований Кудзьо Йосіцуне. Він тривав 3 роки. Тут виявилася об'єктивність Фудзівара но Тосінарі, що судив представників шкіл Рокудзьо і Мікохадіра (були основними суперниками), очільником якої був сам. Втім чесно вирішував результати поетичних змагань, лише іноді помилявся внаслідок гіршого знання творів зі збірки Манйосю, на відміну від членів школи Рокудзьо. Втім перемоги зрештою здобула школа Мікохадірі, оскільки її представники були поетами-новаторами від консерваторів з Рокудзьо. Після завершення турніру Тосінарі зробив коментар до 34 віршів його учасників.
У 1201—1202 роках брав участь у поетичному турнірі «Сенго-хякубан утаавасе», який організував ексімператор Ґо-Тоба. У турнірі відбулося 1500 раундів. Знову змагалися школи Рокудзьо і Мікохадіра. Тут 49 зі 100 віршів Тосінарі здобули перемогу, а загальну перемогу святкувала його школа Мікохадіра.
На замовлення імператора Ґо-Сіракави у 1183 році розпочав складання 7-ї імператорської поетичної антології «Сендзай-сю» («Різні пісні»). Під час укладання збірки тривала війна між Тайра і Мінамото. Зіткнувся з вимогою Тайра но Таданорі включити його вірші до антології, але відмовився й невдовзі втік на вільну від бойових дій територію. Незабаром включив вірші Таданорі під рубрикою «анонімний».
У 1197 році, ймовірно, на прохання поетеси Сьокусьо-найсінно, написав книгу «Корай футейсё» («Про старий і новий поетичні стилі»).

## Родина
З усіх його синів найбільше уславилися Фудзівара но Тейка, що став відомим поетом, і Фудзівара но Нарііе — міністром війни. Відомою поетесою також була онука Тосінарі, знана як Фудзівара но Сундзей-но-мусуме (донька Фудзівара но Морійорі).)